# Аббакумове (Новодугинський район)
Аббакумове — присілок Новодугинського району Смоленської області Росії. Входить до складу Капустинського сільського поселення. Населення — 3 жителя (2007 рік).
Розташоване в північно-східній частині області за 16 км на південний схід від Новодугиного, за 5 км на схід автодороги Старої Смоленської дороги — Р134. За 3 км на північний захід від села розташована залізнична станція Александрине на лінії Вязьма — Ржев.

## Історія
У роки Німецько-радянської війни село було окуповане гітлерівськими військами в жовтні 1941 році, звільнене в березні 1943 року.